# Polymerisationswärme
| Material              | kJ/mol |
| --------------------- | ------ |
| Styrol                | –70    |
| Vinylchlorid          | –71    |
| Vinylacetat           | –88    |
| Acrylnitril           | –79,4  |
| Acrylsäuremethylester | –80    |

Die Polymerisationswärme ist in Technik und Chemie eine Sonderform der Reaktionswärme, die bei Kettenpolymerisationen eines bestimmten Monomers auftritt und zu einem Homopolymer führt. Nach IUPAC werden die Bezeichnungen Polymerisationsenthalpie (∆Hm, SI-Einheit: J mol−1) oder molare Polymerisationswärme empfohlen.
Kettenpolymerisationen sind exotherme Reaktionen, da die entstehenden Polymere energieärmer als die meist ungesättigten Monomere sind.
Die erhebliche Polymerisationswärme muss bei industriellen Prozessen durch externe Kühlung abgeführt werden, damit verhindert wird, dass die Polymerisationsgeschindigkeit exponentiell anwächst, was zu einer Explosion führen kann. (Siehe Trommsdorff-Effekt.)